# Граминьяни, Рита
Рита Граминьяни (итал. Rita Gramignani; род. 12 октября 1943, Специя, Лигурия) — итальянская шахматистка, девятикратная чемпионка Италии по шахматам среди женщин (1973, 1975, 1976, 1980, 1983, 1987, 1989, 1991, 1992).

## Биография
С начала 1970-х до начала 1990-х Рита Граминьяни была одной из ведущих шахматисток Италии. Девять раз побеждала на чемпионатах Италии по шахматам среди женщин: 1973, 1975, 1976, 1980, 1983, 1987, 1989, 1991 и в 1992 году. Из итальянских шахматистов только Стефано Татаи больше раз (двенадцать) выигрывал чемпионаты Италии по шахматам. В 1976 году в Розендале Рита Граминьяни участвовала в межзональном турнире по шахматам, в котором заняла 14-е место.
Представляла сборную Италии на шахматных олимпиадах, в которых участвовала семь раз (1976, 1980, 1984, 1988—1990, 1994—1996).
В 2000 году Итальянской ассоциацией шахматистов была удостоена премии имени Джоакино Греко за свой пожизненный вклад в развитие шахмат. В 2016 году Рита Граминьяни получила спортивную награду своего родного города Специи.

## Изменения рейтинга
| Графики недоступны из-за технических проблем. См. информацию на Фабрикаторе и на mediawiki.org. |